# Arnaldo Jardim
Arnaldo Calil Pereira Jardim (Altinópolis, 8 de maio de 1955) é um engenheiro civil e político brasileiro filiado ao Cidadania. Atualmente exerce seu quinto mandato de deputado federal por São Paulo, já tendo sido líder da bancada do partido. É presidente estadual do Cidadania e membro titular da Executiva Nacional e do Diretório Nacional do partido. Ele é membro das Frentes Parlamentares de Valorização do Setor Sucroenergético (como coordenador), da Agropecuária (FPA), do Ambientalismo, da Mineração, entre outras.

## Biografia
Ingressou na política como líder estudantil, quando foi diretor do DCE da Universidade de São Paulo (USP) e da União Estadual dos Estudantes (UEE).
Se elegeu pela primeira vez em 1986 como deputado estadual de São Paulo, sendo, aos 31 anos, o mais novo parlamentar da Assembleia Legislativa de São Paulo (ALESP) de sua legislatura. Foi o relator do anteprojeto da Constituição Estadual e da emenda que acabou com a imunidade parlamentar para crimes comuns. Se reelegeu para o cargo em 1990, 1998 e 2002, totalizando 4 mandatos como deputado estadual. Entre 1992 e 1993, foi secretário estadual da Habitação.

### Deputado federal
Na eleição de 2006 se candidatou a deputado federal e se elegeu com seu maior número de votos até hoje. Foi o criador dos PL's que criam o Fundo Nacional sobre Mudança do Clima (FNMC), a Política Nacional de Resíduos Sólidos (PNRS) e a capitalização da Petrobras com uso do FGTS.  Votou a favor de aumentar o salário de senadores (em 62%), ministros de estado (em 140%), presidente da república e vice (em 134%), além do seu próprio salário (em 62%).
Se reelegeu na eleição de 2010. Foi favorável aos ruralistas nas votações do Novo Código Florestal. Votou contrário ao projeto que não previa a destinação de 100% dos royalties do petróleo para a educação. Em 2011 defendeu a proposta de aumento do salário mínimo para R$ 600 (a proposta do governo era até R$ 545). Foi contrário à MP da Copa do Mundo (Regime Diferenciado de Contratações). Votou a favor da expropriação de imóveis onde houver trabalho escravo (destinando-os à reforma agrária ou programas de habitação popular) e a favor da PEC do orçamento impositivo.
Arnaldo foi reeleito na eleição de 2014, tendo sua campanha recebido doação de R$ 125 mil da Usiminas Siderúrgicas de Minas Gerais.. Entretanto em janeiro de 2015 foi nomeado  Secretário de Estado de Agricultura e Abastecimento de São Paulo no governo Geraldo Alckmin (PSDB). Ele licenciou-se de ambas as funções por 7 vezes, alternando sua atuação. Dentre as votações mais importantes desse mandato, Arnaldo esteve presente apenas na do Impeachment de Dilma Rousseff (PT), quando votou favoravelmente. Na secretaria estadual, promoveu e ampliou o programa Cadastro Ambiental Rural (CAR).
Na eleição de 2018 foi reeleito e sua campanha recebel a doação de R$ 250 mil do empresário Rubens Ometto, fundador da Cosan. Dentre as principais votações durante seu quarto mandato, Arnaldo votou a favor nas seguintes pautas:  MP 867 (que segundo ambientalistas alteraria o Código Florestal anistiando desmatadores); PEC da Reforma da Previdência; PL 3723 que regulamenta a prática de atiradores e caçadores; Novo Marco Legal do Saneamento; MP 910 (conhecida como MP da Grilagem); congelamento de salário de servidores públicos durante a pandemia; anistia da dívida das igrejas; convocação de uma Convenção Interamericana contra o Racismo; autonomia do Banco Central e prisão do deputado bolsonarista Daniel Silveira (PSL/RJ).
Foi o único na bancada do partido a votar contra a criminalização de responsáveis pelo rompimento de barragens, contra a exclusão dos professores na Reforma da Previdência e a favor de alteração do Fundo Eleitoral. Votou contra o aumento do Fundo Partidário e a diminuição do Fundo Eleitoral. Na regulamentação do novo FUNDEB, Votou pela possibilidade de destinar verbas para a educação privada, Porém, depois votou para que a destinação fosse apenas para o ensino público. Esteve ausente na votação que aprovou o "Pacote Anti-crime".
Nas eleições de outubro de 2022 se elegeu para o seu quinto mandato como deputado federal por São Paulo, com 113.462 votos.

## Controvérsias

### Pagamento Irregular
No dia 3 de março de 2009, foi descoberto que Arnaldo pagava sua empregada doméstica com dinheiro da Câmara, pois ela estava contradada como secretária parlamentar.

### Delação Premiada
Em agosto de 2019, o ex-diretor do Metrô de São Paulo revelou numa delação premiada um suposto esquema de propina que abastecia campanhas eleitorais do PSDB e também um suposto mensalão para garantir apoio dos então deputados estaduais, entre eles Arnaldo Jardim.

## Desempenho eleitoral
| Ano  | Eleição               | Cargo             | Partido   | Coligação                  | Votos              | Resultado  |
| ---- | --------------------- | ----------------- | --------- | -------------------------- | ------------------ | ---------- |
| 1986 | Estadual de São Paulo | Deputado Estadual | PMDB      | sem coligação proporcional | 52.806 (0,34%)     | Eleito     |
| 1990 | Estadual de São Paulo | Deputado Estadual | PMDB      | sem coligação proporcional | 37.730 (0,22%)     | Reeleito   |
| 1994 | Estadual de São Paulo | Vice-Governador   | PMDB      | PMDB, PL, PSD              | 1.584.397 (11,29%) | Não Eleito |
| 1998 | Estadual de São Paulo | Deputado Estadual | PMDB      | PMDB / PGT / PRP / PTdoB   | 45.044 (0,36%)     | Eleito     |
| 2002 | Estadual de São Paulo | Deputado Estadual | PPS       | PPS / PDT / PTB            | 76.708 (0,46%)     | Reeleito   |
| 2006 | Estadual de São Paulo | Deputado Federal  | PPS       | PPS / PSDB / PFL / PTB     | 187.427 (1,04%)    | Eleito     |
| 2010 | Estadual de São Paulo | Deputado Federal  | PPS       | PPS / PSDB / DEM           | 140.641 (0,73%)    | Reeleito   |
| 2014 | Estadual de São Paulo | Deputado Federal  | PPS       | PPS / PSDB / DEM           | 155.278 (0,81%)    | Reeleito   |
| 2018 | Estadual de São Paulo | Deputado Federal  | PPS       | PPS / PSB / PSC / PTB      | 132.363 (0,71%)    | Reeleito   |
| 2022 | Estadual de São Paulo | Deputado Federal  | Cidadania | Federação PSDB Cidadania   | 113.462 (0,48%)    | Reeleito   |